# Angrapa
L'Angrapa (Анграпа in russo, Węgorapa in polacco, Angerapp in tedesco) è un fiume che attraversa il territorio dell'ex Prussia Orientale, nelle attuali Polonia e Russia.

## Percorso
Nasce in Polonia, dal lago Mamry, attraversa la città di Węgorzewo ed entra in territorio russo. Dopo aver attraversato la città di Ozërsk, si unisce al fiume Instruč presso Černjachovsk, formando il Pregel.

## Toponimi
Il nome tedesco del fiume, con cui fu conosciuto per secoli, era Angerapp.
Il fiume diede il nome alla città di Angerburg (attuale Węgorzewo); la città di Darkehmen (attuale Ozërsk) fu ribattezzata nel 1938 Angerapp.